# سیارک ۱۱۴۹۹۰
سیارک ۱۱۴۹۹۰ (به انگلیسی: 114990 Szeidl، نامگذاری:2003QV69) صد و چهارده هزار و نهصد و نودمین سیارک کشف شده‌است که در ۲۶ اوت ۲۰۰۳ کشف شد.